# Mon poulpe et un professeur
Mon poulpe et un professeur est un épisode de la série télévisée d'animation Les Simpson. Il s'agit du dix-huitième épisode de la trente-troisième saison et du 724e de la série.

## Synopsis
Bart n’arrive pas contrôler ses sentiments,  Pendant ce temps, Lisa se lie d'amitié avec une pieuvre.

## Réception
Lors de sa première diffusion, l'épisode a attiré 0,97 million de téléspectateurs.